# Скворцов, Виктор (дзюдоист)
Виктор Скворцов (рум. Victor Scvorțov, род. 30 марта 1988, Молдова) — дзюдоист молдавского происхождения, выступавший за ОАЭ. С сентября 2021 является главным тренером сборной ОАЭ.

## Биография
Родился в 1988 году. В 2008 и 2009 годах становился чемпионом Молдавии. В 2009 году занял 7-е место на чемпионате мира. В 2011 году выиграл кубок мира. На кубке мира 2012 года занял 2-е место.
В 2013 году начал бороться за сборную ОАЭ. В 2014 году стал бронзовым призёром чемпионата мира. В 2016 году принял участие в Олимпийских играх в Рио-де-Жанейро, но занял лишь 9-е место. В 2018 году завоевал бронзовую медаль Азиатских игр. Принимал участие на Олимпийских Играх Токио 2020 .
В сентябре 2021 стал главным тренером сборной ОАЭ , в которую входят дзюдоисты:
до 81 кг Нугзар Таталашвили
до 90 кг Арам Григорян
до 100 кг Джафар Костоев
свыше 100 кг Магомедомаров Магомедомар